# 戴文葆
戴文葆（1922年—2008年9月7日），男，江苏阜宁人，中华人民共和国政治人物。曾任人民出版社编审。新中国60年百名优秀出版人物。